# Гариньи
Гариньи́ (фр. Garigny) — коммуна во Франции, находится в регионе Центр. Департамент — Шер. Входит в состав кантона Сансерг. Округ коммуны — Бурж.
Код INSEE коммуны — 18099.

## География

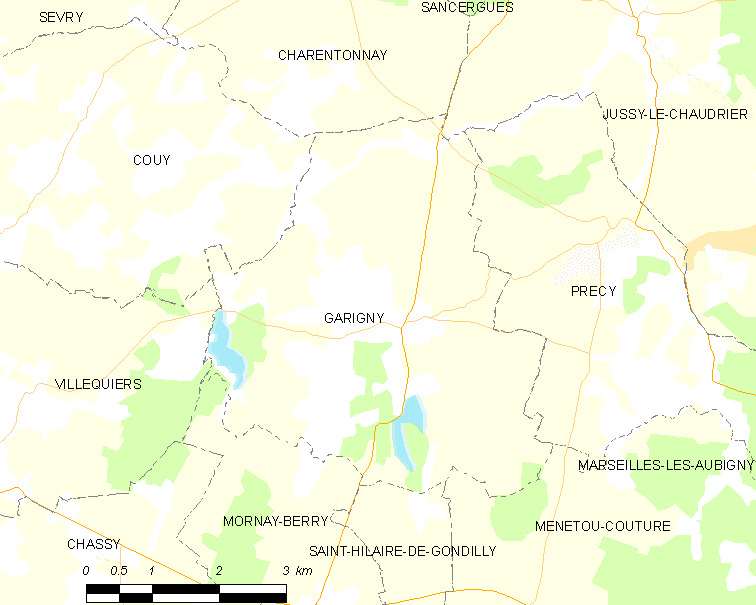
Карта коммуны

Коммуна расположена приблизительно в 210 км к югу от Парижа, в 120 км юго-восточнее Орлеана, в 38 км к востоку от Буржа.
По территории коммуны протекает река Вовиз.

## Население
Население коммуны на 2008 год составляло 219 человек.
| 1962 | 1968 | 1975 | 1982 | 1990 | 1999 | 2008 |
| ---- | ---- | ---- | ---- | ---- | ---- | ---- |
| 250  | 307  | 266  | 222  | 245  | 248  | 219  |

## Администрация
| Период | Период | Фамилия        | Партия | Примечания |
| ------ | ------ | -------------- | ------ | ---------- |
| 2001   | 2008   | Жерар Бордерьё |        |            |
| 2008   | 2014   | Моник Вазисек  |        |            |

## Экономика
В 2007 году среди 127 человек в трудоспособном возрасте (15-64 лет) 90 были экономически активными, 37 — неактивными (показатель активности — 70,9 %, в 1999 году было 58,7 %). Из 90 активных работали 79 человек (46 мужчин и 33 женщины), безработных было 11 (6 мужчин и 5 женщин). Среди 37 неактивных 8 человек были учениками или студентами, 13 — пенсионерами, 16 были неактивными по другим причинам.

## Достопримечательности
- Церковь Нотр-Дам (XII век). Исторический памятник с 1913 года[3]
- Замок Дуа, резиденция маркиза Роллан-Далона